# 民主進步黨
民主進步黨（英語：Democratic Progressive Party，縮寫：DPP），簡稱民進黨，是臺灣主要政黨之一，也是中華民國目前的執政黨及立法院（國會）第二大黨。成立於1986年9月28日，由黨外運動各團體在臺灣戒嚴與黨禁解除前整合而成，為戰後臺灣首個本土路線政黨。以其為首的泛綠陣營、與中國國民黨為首的泛藍陣營，並列為臺灣的兩大政治陣營。
民進黨現任黨主席為中華民國總統賴清德，秘書長為徐國勇，中央黨部位於臺北市華山。其以臺灣的自由民主、本土發展及國家獨立為主要政治理念，但因組黨之時為匯集各方反國民黨威權統治人士的集合體，隨著黨員間在經濟、社會等政治思想或政治光譜的不一，遂在黨內形成多個派系。
民進黨在2000年首度執政，實現臺灣歷史及中華民國歷史上首次政黨輪替，但以「朝小野大」的少數派政府格局執政至2008年為止。2016年臺灣大選後再度執政並取得國會過半席次，成為21世紀臺灣第一個多數派政府，達成同時掌握行政權及立法權的「完全執政」格局；至2024年臺灣大選後失去國會多數席次，使其第二次組成少數派政府。

## 歷史

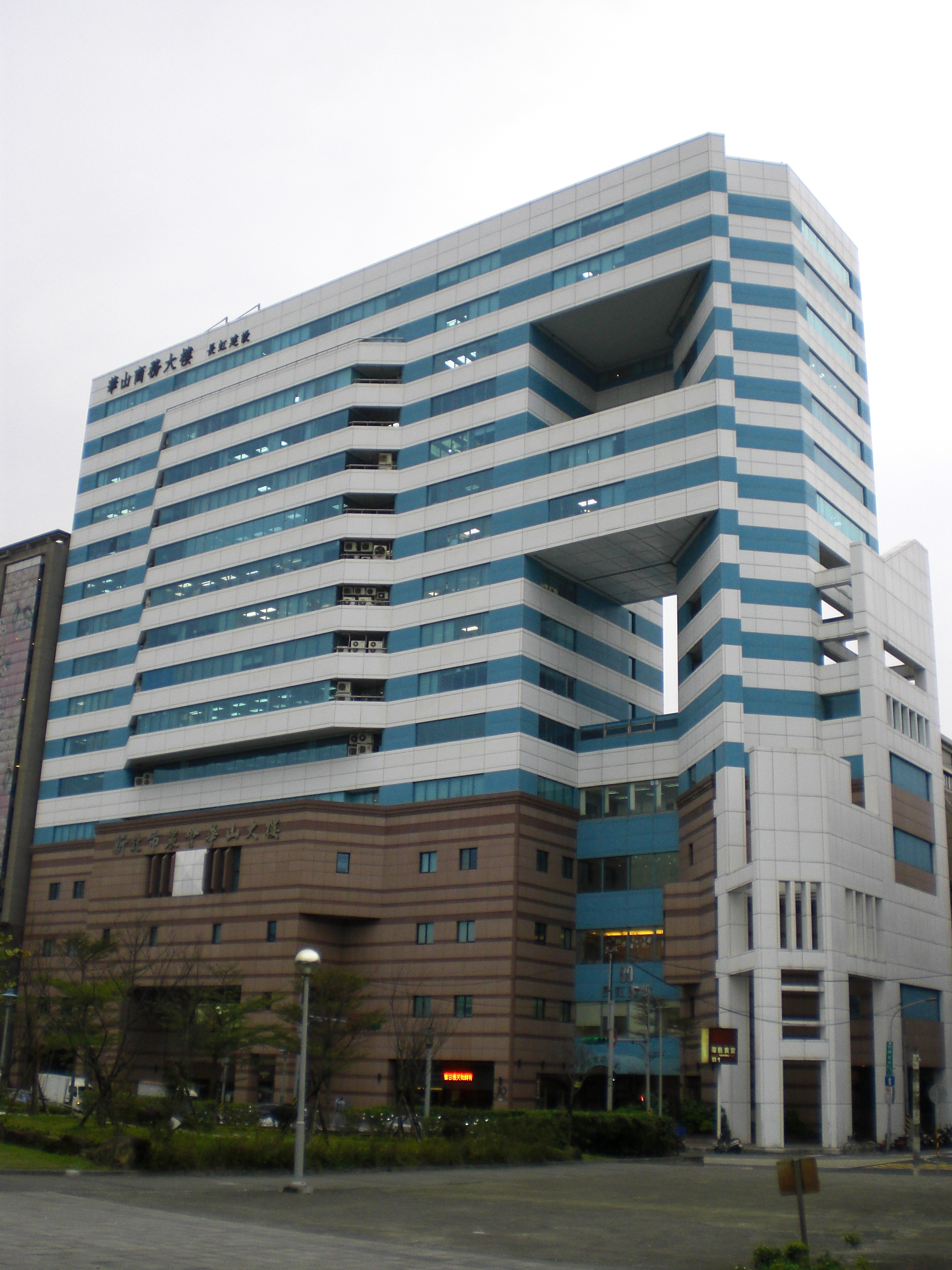
華山商務大樓，為民主進步黨中央黨部所在地

民主進步黨的成立源自臺灣戒嚴時期的黨外運動，其中的标志性事件為1979年12月10日发生於高雄的美丽岛事件。民主进步党早期許多主要领导人都和美丽岛事件有关。美丽岛事件大审判八位受刑人（施明德、林義雄、黃信介、陳菊、呂秀蓮、張俊宏、姚嘉文和林弘宣），除林弘宣外，其他七人都曾在出狱后担任民主進步黨主席或代理主席。民进党其他的领导层人物如江鵬堅、許信良、陳水扁、王拓、蘇貞昌、謝長廷、游錫堃等人也都与美丽岛事件有所关联。
1986年9月28日，為準備年底舉行的第一屆第三次增額國民大會代表以及第一屆第五次增額立法委員選舉，黨外運動人士于臺北市圆山大饭店举行「『1986黨外選舉全國後援會』候選人推薦大會」，會中臨時動議提出組建新政黨，經過與會人士討論後，定名為「民主進步黨」。11月10日，民主進步黨召開第一次全國黨員代表大會，通过了党章、党纲及纪律仲裁办法等议案，江鵬堅当选第一届党主席。
黨外選舉後援會於1986年12月6日舉行的第一屆第三次增額國民大會代表選舉中當選11人；第一屆第五次增額立法委員選舉中當選12人。民主進步黨共23位民意代表進入國會。
1987年11月10日，姚嘉文当选第二届党主席。
1988年10月29日，黄信介当选为第三届党主席。
1991年11月12日，许信良当选为第四届党主席。
1989年12月2日，縣市長選舉中，民主進步黨當選6席，包括執掌全國人口最多的臺北縣。12月25日，民进党以“总统民选”及“声援许信良”为诉求，发动大规模群众游行。
1996年，党主席施明德联合新黨参选立法院院長，但以一票之差落败。同年民主進步黨提名彭明敏和謝長廷参加1996年總統副總統選舉，但敗於中國國民黨提名的李登輝和連戰。
1997年縣市長選舉，民主進步黨拿下12席縣市長。加上陳水扁執政之臺北市，全國直轄市與縣市長席次首次超過中國國民黨，「綠色執政」下的人口占全國的71.6%。
2000年總統選舉中，民进党提名的陳水扁和呂秀蓮获得近四成的选票，當選中華民國總統及副總統，成為臺灣政治史上首次政黨輪替。
2004年總統選舉中，国亲联盟的连战和宋楚瑜受三一九槍擊事件影响而以微弱差距败选，陳水扁和呂秀蓮惊险连任正副总统。
2005年縣市長選舉，民進黨大慘敗，流失台灣大多數的縣市執政權，蘇貞昌辭去黨主席為敗選負責。
2006年8月，已经退党的前党主席施明德发动百萬人民倒扁運動，要求总统陳水扁下台，陳水扁政府开始摇摇欲坠。
2008年總統選舉中，民进党提名时任代理党主席的謝長廷以及苏贞昌来参选正副总统，谢长廷和苏贞昌都曾做过陳水扁政府的行政院院長，但谢长廷和苏贞昌由于受到陳水扁家族贪腐案的影響而败给了国民党提名的馬英九和蕭萬長，民進黨再度成为在野党。选后谢长廷辞去代理党主席为败选负责，后由蔡英文接任党主席，為首位女性黨主席。
2012年，民进党提名时任党主席的蔡英文和蘇嘉全参加2012年總統選舉，但败给了国民党的马英九和吳敦義，蔡英文因此而辞去党主席。
2014年九合一選舉，民进党奪下13席縣市長。
2016年總統選舉，蔡英文和陳建仁當選正副總統，同時民進黨首次在立法院取得過半席次，蘇嘉全和蔡其昌当选立法院正副院长，民进党首次全面执政。
2018年九合一選舉，民進黨慘敗，丢失了大多数县市的执政权，當時兼任黨主席的總統蔡英文辭去党主席为败选负责，後由基隆市市長林右昌接任代理主席。
2019年1月，前行政院秘書長卓榮泰正式接任民进党主席。
2020年總統選舉，蔡英文和賴清德當選中華民國正副總統，與四年前一樣在立法院再次囊括過半席次，游錫堃和蔡其昌当选立法院正副院长，民进党再度全面執政。
2020年5月，蔡英文第二度以總統身分兼任民進黨主席。
2022年九合一選舉，民進黨面臨自1989年以來最大慘敗，未能取得大多數縣市的執政權，當時兼任黨主席的總統蔡英文辭去黨主席為敗選負責，後由高雄市市長陳其邁接任代理主席。
2023年1月18日，副總統賴清德正式接任民進黨主席。
2024年總統選舉，賴清德和蕭美琴雖然當選正副總統，但得票率僅四成；同時民進黨丟失原先在立法院過半優勢，退居國會第二大黨，繼2008年後再度成為少數派政府。
迄今為止，民進黨共有三位黨員擔任總統（陳水扁、蔡英文和賴清德）；三位黨員擔任副總統（呂秀蓮、賴清德和蕭美琴）；七位黨員擔任行政院院長（游錫堃、蘇貞昌、謝長廷、張俊雄、賴清德、陳建仁和卓榮泰）；九位黨員擔任行政院副院長（游錫堃、張俊雄、葉菊蘭、蔡英文、邱義仁、林錫耀、陳其邁、鄭文燦、鄭麗君）；兩位黨員擔任立法院院長（游錫堃和蘇嘉全）；一位黨員擔任立法院副院長（蔡其昌）；兩位黨員擔任考試院院長（姚嘉文和周弘憲）；兩位黨員擔任考試院副院長（李逸洋和周弘憲）。

## 政治理念

### 黨綱
1988年4月17日，全国党员代表大会通过“四个如果”决议文：「如果國共片面和談、如果國民黨出賣台灣人民利益、如果中共統一台灣、如果國民黨不實施真正的民主憲政，則民進黨主張台灣獨立。」
1991年中華民國國民大會代表選舉前，民進黨正式通過台獨黨綱，黨綱內容正式有主張台獨的立場。
民進黨在1999年陳水扁正式參選總統後，為求執政的預備，通過台灣前途決議文，正式承認中華民國的行政地位，认为台灣已是主權獨立的國家，其國號目前依照《憲法》，定為「中華民國」。後來曾任黨主席的蘇貞昌、賴清德均表示台灣已經是主權獨立國家，無需再宣佈獨立。
在2016年中華民國總統選舉，民進黨發言人鄭運鵬代表黨中央發出「一直都捍衛中華民國」的聲明，批評中國國民黨在與中國共產黨談判及對話時，只提及「兩岸同屬一中」而不提及中華民國，沒有堅守及捍衛台灣的主權。國民黨方面則認為此為選戰策略的兩面手法，但是亦有部分人士認為此與民進黨近年的凍獨議題（凍結「台獨黨綱」）有關。
民进党主张遵循民主与自由的憲政秩序；施行成長均衡的經濟財政；建立公平開放的福利社會；創新精進的教育文化；全球國際的國防外交；以臺灣的名義來爭取加入聯合國；反對中華人民共和國用文攻武嚇脅迫台灣。

### 意識形態
在民進黨黨綱裡的「基本綱領」中，財政方面提到：「制訂合乎社會正義的財稅制度，縮短國民所得差距，杜絕貪污浪費，減輕人民稅賦負擔。重建有秩序的金融制度，以利企業籌措資金，改善民間儲蓄收益。」「為避免政治酬庸及市場獨占壟斷並提高經營效益，應確立公營事業開放民營之原則；部分具有獨占或寡頭壟斷且短期未能開放民營之公用事業，應調整其功能並接受民意機關之嚴格監督。」此外亦有主張推動中間偏左的進步主義和社會民主主義思想，代表人物为蔡英文。民进党亦因为其本土立场而被认为具有保守主义的成分，例如在社会议题上较为保守的台湾长老教会也在党内具有一定影响。

### 兩岸關係
為了積極爭取中間選民的支持，當時以施明德和許信良為首的民進黨領導階層自1995年開始，曾先後提出「大膽西進」、「大聯合」、「大和解」等主張。民進黨於2000年成為執政黨後，黨內對於臺灣前途及國家定位問題乃至對中經貿政策，在堅持台灣主體性的前提下，呈現多元論述的狀態。

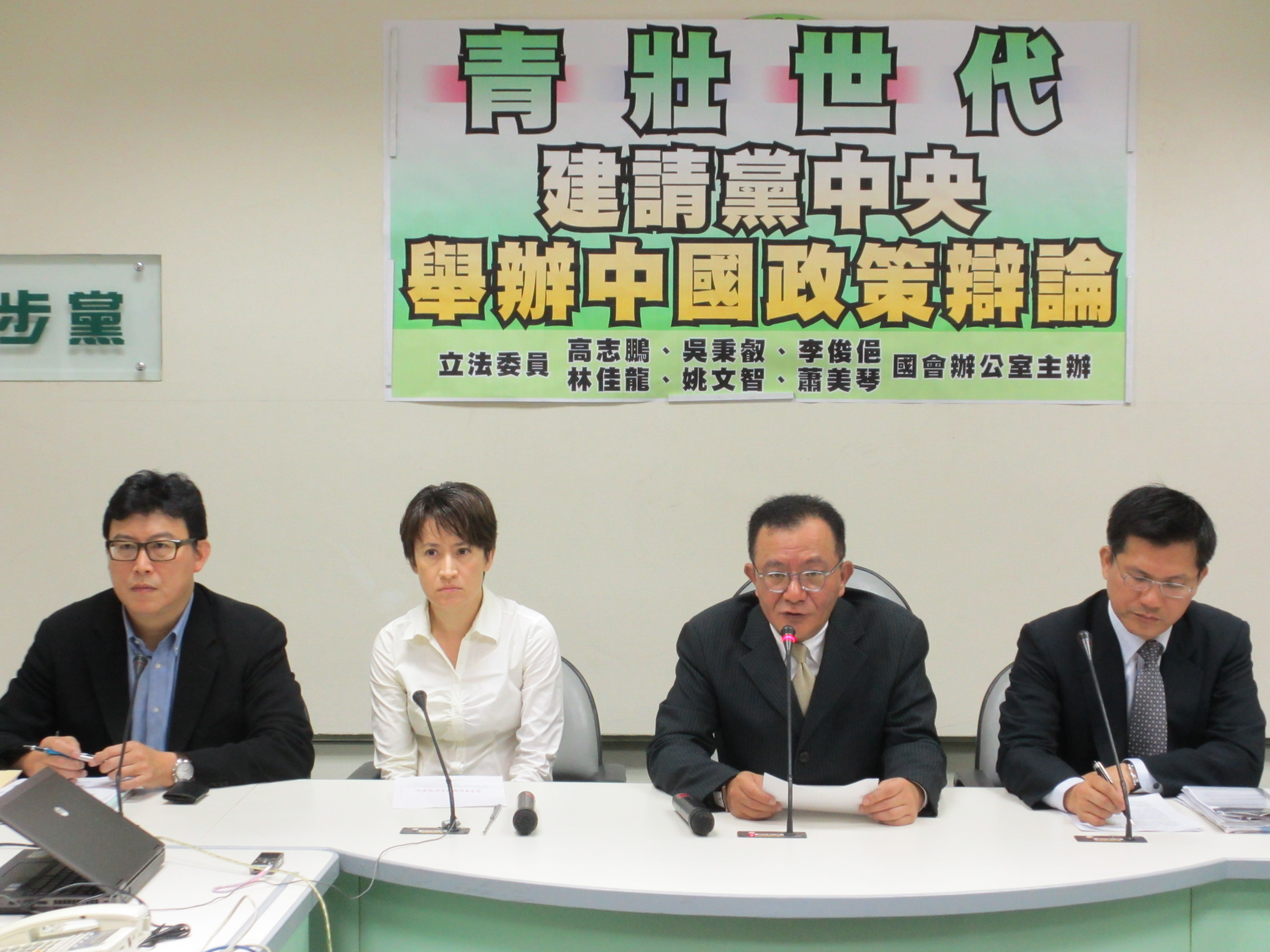
一部分民進黨立委舉行召開中國政策辯論記者會（2013年）

2000年5月20日，陳水扁於就職典禮演說中提出「四不一沒有」主張。2002年8月2日，陳水扁總統在世界台灣同鄉聯合會—第二十九屆東京年會上提出一邊一國論。2006年1月1日，陳水扁總統宣布緊縮兩岸政策，將由“積極開放，有效管理”轉變為“積極管理，有效開放”。2006年1月26日，民進黨主席游錫堃就職典禮時，陳水扁總統指示：民進黨應進行中國政策大辯論。2006年1月29日， 陳水扁總統在春節談話中表示考慮是否要廢除國統會、廢除國統綱領。2006年2月7日，民進黨發布新聞稿「邁向正常國家 廢除國統綱領」。之後原定3月所舉行的中國政策大辯論，由於行政院發布「積極管理」政策，引起預定參加辯論之部分的人選反彈、退出辯論，辯論會因而取消。2007年3月4日，陳水扁總統在台灣人公共事務會（FAPA）二十五周年慶晚宴上，並提出「台灣要獨立、台灣要正名、台灣要新憲、台灣要發展，沒有所謂的左右路線問題，只有獨統問題」的「四要一沒有」訴求。
2008年大選再度成為在野黨後，民進黨「逢中必反」的中國政策受部分人批評及詬病。2015年2月15日，蔡英文於登記參選民進黨總統提名時指出，民進黨與國民黨在兩岸問題上的最大不同在於「鞏固國家主權」。
2019年1月2日，蔡英文總統召開臨時記者會回應中共中央總書記習近平在「《告台湾同胞书》发表40周年纪念会」上發表的《習五條》，表示：「始終未接受九二共識，堅決反對一國兩制」。
2025年3月13日，賴清德總統於敞廳明確指出中國為境外敵對勢力，並同時發布恢復軍事審判法等十七條因應策略。

## 組織機構
民主進步黨的組織架構分為中央、地方兩級，中央包含全國黨員代表大會（全代會）、中央黨部執行委員會（中執會）與中央黨部評議委員會（中評會）；而地方則包含縣市黨員（代表）大會、縣市黨部執行委員會與縣市黨部評議委員會。
全國黨員代表大會是民主進步黨最高權力機關，每一年由中執會召集一次，主要職責是修改黨綱、黨章、選舉或罷免中央執行委員及中央評議委員等。
中央黨部執行委員會是黨內常設執行機關，主要職責是執行全代會決議、制訂及執行黨政計劃、編制預算及決算、議決重要人事案等。中執會由中央執行委員（中執委）組成，由全代會直接選出30人、候補5人，任期2年。中執委互選10人為常務執行委員（中常委），由於中常委為黨內核心職務，因此也是各派系競逐的焦點。黨主席、直轄市市長、立法院黨團總召集人、幹事長及書記長為當然中執委及當然中常委，任期依其職務調整；縣市長亦為當然中執委，並互推一人為當然中常委，任期依其職務調整。
中央黨部評議委員會同樣為黨內常設執行機關，主要職責是對黨的各項工作進行監督、審查預決算等。中評會由中央評議委員（中評委）組成，由全代會直接選出符合資格的11人、候補3人，任期2年。中評會主任委員由中評委互選一人，任期亦為2年。
若民進黨在野，黨主席則為黨員直選，任期2年，可以連任1次；若民進黨執政，則由總統兼任黨主席，如總統未出任黨主席，則同樣由黨員直選，任期與總統任期相同。
中央黨部還下設組織推廣部、社會運動部、新聞輿情部、青年發展部、性別平等事務部、客家事務部、原住民族事務部、新住民事務部、國際事務部、中國事務部等10個部，財務委員會、政策委員會等2個會；新媒體中心、民意調查中心等2個中心；1所黨校（臺灣民主學院）和1個智庫（新境界文教基金會）。民進黨也在各地方設立海外黨部、地方黨部與基層組織。
| 職位                 | 姓名 |
| -------------------- | --- |
| 主席                 | 賴清德 |
| 秘書長               | 何博文（代理） |
| 副秘書長             | 何博文、翁世豪 |
| 中央執行委員會       | |
| 當然中央常務執行委員 | 黨主席：賴清德 直轄市市長：黃偉哲（現任臺南市市長）、陳其邁（現任高雄市市長） 黨團三長：柯建銘（總召集人）、吳思瑤（幹事長）、陳培瑜（書記長） 縣市長互推：翁章梁（現任嘉義縣縣長） |
| 中央常務執行委員     | 陳亭妃、王定宇、陳茂松、林俊憲、張宏陸、王世堅、鍾佩玲、邱志偉、洪申翰、陳淑華 |
| 當然中央執行委員     | 縣市長：周春米（現任屏東縣縣長）、陳光復（現任澎湖縣縣長） |
| 中央執行委員         | 林益邦、林宜瑾、林岱樺、呂林小鳳、李妍慧、鄭美娟、童子瑋、何文海、鄭光峰、徐富癸、賴秋媚、鄭孟洳、戴瑋姍、黃守達、潘新傳、張嘉玲、鄭志宏、陳睿生、張慈馨、卓冠廷                    |
| 中央評議委員會       | |
| 中央評議委員         | 主任委員：賴瑞隆 蔡昌達、李宗翰、李雨庭、張丞儀、周志賢、黃中志、呂孫綾、洪宗熠、陳怡君、曾朝榮                                                                                     |
| 黨務主管             | |
| 主席室               | 特助： 主任：周威佑 |
| 秘書長室             | 主任： 政務副主任：黃健峰 |
| 會計室               | 主任：徐美華 |
| 秘書處               | 主任：廖韶吟 政務副主任：張煥榮 常務副主任：黃鈺婷 |
| 政策委員會           | 執行長：王義川 首席政務副執行長：柯芷伶 政務副執行長：何思穎 |
| 財務委員會           | 常務副執行長：陳致錚 |
| 組織推廣部           | 主任：張志豪 政務副主任：邵維倫、劉厚承、吳忠晏 |
| 社會運動部           | 主任：江志銘 政務副主任：吳易翰、王建智 |
| 新聞輿情部           | 主任兼發言人：吳崢 政務副主任：游本明 常務副主任：謝易峻 |
| 青年發展部           | 主任：黃聖文 政務副主任：吳奕柔 |
| 性別平等事務部       | 主任：李晏榕 政務副主任：張百君 |
| 客家事務部           | 代理主任：黃駿翔 政務副主任： |
| 原住民族事務部       | 主任：谷暮·哈就 政務副主任：俄鄧·殷艾 |
| 新住民事務部         | 主任：羅美玲 政務副主任：羅宜菁 |
| 國際事務部           | 代理主任：陳文昊 政務副主任：邱雯莉 |
| 中國事務部           | 主任：吳峻鋕 |
| 民意調查中心         | 主任： 政務副主任：林品清 常務副主任：劉秀專 |
| 新媒體中心           | 主任：阮俊達 政務副主任：李庭瑄、李欣芳、曾弘傑 |
| 台灣民主學院         | 主任：林秉忠 政務副主任：陳俊良 |
| 新境界文教基金會     | |
| （智庫–非黨務主管）  | 董事長：賴清德 副董事長：邱義仁、林錫耀、童子賢 執行長：陳正然 副執行長：廖錦桂、王榆森                                                                                             |

| 職位               | 姓名     |
| ------------------ | -------- |
| 臺北市黨部主任委員 | 張茂楠   |
| 新北市黨部主任委員 | 蘇巧慧   |
| 桃園市黨部主任委員 | 黃傅淑香 |
| 臺中市黨部主任委員 | 許木桂   |
| 臺南市黨部主任委員 | 郭國文   |
| 高雄市黨部主任委員 | 黃文益   |
| 宜蘭縣黨部主任委員 | 邱嘉進   |
| 新竹縣黨部主任委員 | 鄭朝方   |
| 苗栗縣黨部主任委員 | 陳詩弦   |
| 彰化縣黨部主任委員 | 楊富鈞   |
| 南投縣黨部主任委員 | 陳玉鈴   |
| 雲林縣黨部主任委員 | 劉建國   |
| 嘉義縣黨部主任委員 | 徐明勳   |
| 屏東縣黨部主任委員 | 羅平道   |
| 花蓮縣黨部主任委員 | 嚴宗     |
| 臺東縣黨部主任委員 | 張鈺晨   |
| 基隆市黨部主任委員 | 林明智   |
| 新竹市黨部主任委員 | 施乃如   |
| 嘉義市黨部主任委員 | 黃大祐   |
| 澎湖縣黨部主任委員 | 顏家康   |
| 金門縣黨部主任委員 | 蔡其雍   |
| 連江縣黨部主任委員 | 李哲宇   |
| 勞工黨部主任委員   | 蔡連行   |

| 職位                     | 姓名   |
| ------------------------ | ------ |
| 駐美代表處主任           | 蕭舜文 |
| 美西黨部主任委員         | 楊悅英 |
| 美東黨部主任委員         | 莊振輝 |
| 美南黨部主任委員         | 吳本立 |
| 加拿大黨部主任委員       | 黃煌裕 |
| 大洋洲黨部主任委員       | 郭明浩 |
| 东南亚黨部主任委員       | 黃員教 |
| 非洲黨部主任委員         | 李崇維 |
| 拉丁美洲審查委員會召集人 | 蕭健次 |
| 欧洲審查委員會召集人     | 李勳墉 |

## 派系
民主進步黨歷史上有最多黨員的時期是2009年，共有黨員總數458,551人，至2012年民主進步黨全國黨員總數有335,643人，其中民主進步黨全國黨代表共計287人（包括全國各個地區黨部284人、勞工黨部2人、全國原住民代表1人）。民主進步黨成立之初，是反中國國民黨和黨外人士的聯合體，是在野政治明星及地方山頭的結合體。由於各領導人政治閱歷及社會經濟基礎的不同，彼此在政治觀念，運動路線等方面存有較大的分歧，形成形態各異的諸多山頭派系。主要有「黨外編輯作家聯誼會」（黨外編聯會）人馬形成的新潮流系、「黨外公職人員公共政策研究會」（黨外公政會）中「美麗島連線」人馬形成的美麗島系，還有原黨外公政會的康系、前進系和超派系等。隨著台灣政治形勢發展，各派系勢力不斷變化，並重新分化組合。康系瓦解，分別被美麗島系和新潮流系所收編，前進系亦併入美麗島系。
長期以來，民主進步黨內存在著新潮流系與美麗島系之間的較量。兩大派系在運動目標、政治路線以及國民黨政權性質和台灣前途走向等方面都存在著程度不同的歧異，甚至嚴重對立與激烈較量。
2006年7月23日，民主進步黨全國黨員代表大會中，立法委員王幸男提出的「解散派系」提案，在出席的279位黨代表中，獲得153票贊成票，以過半票數通過。除了禁止以派系名義設辦公室、招募會員、對外募款，亦規定黨內公職人員不得加入派系，並將解散派系的配套措施送至全代會議決。但其後仍有實質延續或新成立的派系存在。
| 派系       | 簡介 | 成立時間                                                                             |
| ---------- | --- | ------------------------------------------------------------------------------------ |
| 新潮流     | 從民主進步黨成立之前就存在的派系，以《新潮流雜誌》的編採與撰稿人為班底組成，該派系早年的主要政綱為中間偏左、群眾運動路線以及社會民主，近年則以務實為導向；明確的政綱與強而有力的派系紀律，使該派系成為黨內最具實力的派系。代表人物以前海峽交流基金會董事長鄭文燦、立法委員蔡其昌、總統府資政邱義仁等人為主。 | 1983年黨外編聯會（新潮流系前身）成立                                                 |
| 綠色友誼   | 代表人物陳勝宏是綠色友誼連線創設派系時的總召，總統府副秘書長何志偉、臺北市議員鍾佩玲為該派系的代表。 | 2004年以陳勝宏為首，召集過去部分美系人馬成立「綠色友誼連線」                         |
| 正國會     | 由原本游錫堃所領導的游系改組，並與謝系等友好派系所屬成員共同合作。目前主要代表人物為前立法院院長游錫堃及外交部部長林佳龍。 | 2016年中華民國總統選舉後，主要由游系改組而成，並與謝系合作而形成的新興派系           |
| 新未來智庫 | 起先是由蘇系立法委員成立聯合問政辦公室和長期與前行政院院長蘇貞昌友好的幕僚智囊籌組新未來智庫。也延續蘇系長期與新系友好合作的情勢。 | 2016年中華民國總統選舉後，由蘇系立法委員及幕僚團隊所組成                             |
| 泛英系     | 以前總統蔡英文為核心的政治聯盟組織，以前副總統陳建仁、高雄市市長陳其邁和嘉義縣縣長翁章梁等為其代表人物。蔡英文曾否認英派為派系，表示民主進步黨已解散所有派系，但還是被眾多人認定其為民主進步黨派系之一，後與蘇嘉全系統和黃承國系統組成泛英系。                                                               | 2016年由蔡英文所出版的書「英派」為名，以小英之友會的名義而所號招的組織，組成「英派」 |
| 湧言會     | 以三立電視已故董事長林崑海為代表的政治聯盟組織，儘管林崑海本人並沒有民主進步黨的黨籍。此組織以立法委員王定宇、林楚茵為代表，是民主進步黨少數跨黨派通吃的派系。 | 2016年由林崑海主導組成「海派」的前身                                                 |
| 民主活水   | 由行政院院長卓榮泰和海峽交流基金會副董事長兼秘書長羅文嘉所組成。 | 2022年組成，被外界視為親賴派系                                                       |
| 這個世代   | 2023年由時任「民主大聯盟」立法委員參選人吳沛憶、賴品妤、吳崢、黃捷、曾柏瑜所組成，並與社會民主黨籍臺北市議員苗博雅、無黨籍苗栗縣議員曾玟學友好。 | 被視為是太陽花世代                                                                   |

以下為消失及拆解的派系：
| 派系             | 簡介 | 成立時間 |
| ---------------- | --- | --- |
| 美麗島系         | 曾與新潮流系一起是建黨之初的兩大派系，黃信介創辦《美麗島雜誌》，同年因美麗島事件被捕入獄。以黃信介、許信良、施明德等美麗島事件當事人為代表，但隨著1996年之後施明德競選立法院院長失敗、許信良退黨以及1999年黃信介逝世等因素而逐漸沒落，其成員後來轉入新世紀辦公室或新動力辦公室。 | 1984年黨外公政會（美麗島系前身）成立                                                                                       |
| 福利國連線       | 代表人物為前行政院院長張俊雄、謝長廷、蘇貞昌等人。 | 1992年謝長廷結合尤清、蘇貞昌、姚嘉文成立福利國連線。2006年解散後，內部分裂為以謝長廷為首的「謝系」及以蘇貞昌為首的「蘇系」 |
| 正義連線         | 1992年由陳水扁所創，是陳在黨內的主要力量，另外還有前立法委員沈富雄、高志鵬等人。2019年8月曾成立一邊一國行動黨，之後解散。 | 1992年陳水扁成立正義連線                                                                                                   |
| 新世紀國會辦公室 | 以前海峽交流基金會副秘書長、民主進步黨建黨元老之一張俊宏為領軍。 | 1998年張俊宏率美系中壯派黨公職另組「新世紀辦公室」                                                                         |
| 新動力國會辦公室 | 以前立法委員許榮淑為代表（之後因為違紀遭開除黨籍，並於2009年自行成立人民最大黨）。 | 1999年許榮淑結合剩餘美系山頭成立「新動力辦公室」                                                                           |
| 主流聯盟         | 主流聯盟召集人、代表人物為前立法委員蔡同榮，但於2014年1月蔡氏逝世而沒落。 | 2000年陳水扁掌權後，蔡同榮結合福利國連線、正義連線及新世紀、新動力部分等勢力，形成鬆散的主流聯盟                           |
| 台灣獨立建國聯盟 | 主要是黑名單返臺的海外「台獨」人士，以前行政院秘書長李應元為代表，而有更主張激進台獨人士於1998年另組建國黨，之後解散。 | 1978年「台灣黨外助選團」成立，1987年改名為「台灣獨立建國聯盟」。1988年獨盟返台，逐漸形成黨內第三勢力                       |
| 一邊一國連線     | 以前立法委員陳唐山和前高雄市議員、陳水扁長子陳致中為首的次團。 | 2010年由陳致中主導組成「一邊一國連線」                                                                                     |

## 參與的主要選舉

### 總統副總統選舉
| 選舉          | 總統候選人 | 副總統候選人 | 得票率 | 得票數    | 當選 |
| ------------- | ---------- | ------------ | ------ | --------- | ---- |
| 1996年·第9任  | 彭明敏     | 謝長廷       | 21.10% | 2,274,586 |      |
| 2000年·第10任 | 陳水扁     | 呂秀蓮       | 39.30% | 4,977,737 |      |
| 2004年·第11任 | 陳水扁     | 呂秀蓮       | 50.11% | 6,471,970 |      |
| 2008年·第12任 | 謝長廷     | 蘇貞昌       | 41.55% | 5,444,949 |      |
| 2012年·第13任 | 蔡英文     | 蘇嘉全       | 45.63% | 6,093,578 |      |
| 2016年·第14任 | 蔡英文     | 陳建仁       | 56.12% | 6,894,744 |      |
| 2020年·第15任 | 蔡英文     | 賴清德       | 57.13% | 8,170,231 |      |
| 2024年·第16任 | 賴清德     | 蕭美琴       | 40.05% | 5,586,019 |      |

### 國會選舉
| 選舉                              | 區域、原住民、團體 | 區域、原住民、團體 | 不分區、僑選、政黨 | 不分區、僑選、政黨 | 席次總計 | 席次總計  | 注釋        |
| 選舉                              | 得票率             | 當選席次           | 得票率             | 當選席次           | 百分比   | 總數      | 注釋        |
| --------------------------------- | ------------------ | ------------------ | ------------------ | ------------------ | -------- | --------- | ----------- |
| 1986年·第1屆第3次增額國民大會代表 | 未知               | 11 / 84            | 無此選區           | 無此選區           | < 13%    | 11 / 84   | [ b ] [ c ] |
| 1986年·第1屆第5次增額立法委員     | 25.16%             | 12 / 73            | 總統遴選           | 0 / 27             | < 12%    | 12 / 100  | [ b ] [ c ] |
| 1989年·第1屆第6次增額立法委員     | 28.29%             | 21 / 101           | 總統遴選           | 0 / 29             | < 16%    | 21 / 130  | [ b ]       |
| 1991年·第2屆國民大會代表          | 23.25%             | 41 / 225           | 參考區域           | 25 / 100           | 20.31%   | 66 / 325  | [ d ]       |
| 1992年·第2屆立法委員              | 31.03%             | 38 / 125           | 參考區域           | 13 / 36            | 31.67%   | 51 / 161  | [ d ]       |
| 1995年·第3屆立法委員              | 33.17%             | 41 / 128           | 參考區域           | 13 / 36            | 32.92%   | 54 / 164  |             |
| 1996年·第3屆國民大會代表          | 29.90%             | 68 / 234           | 參考區域           | 31 / 100           | 29.64%   | 99 / 334  |             |
| 1998年·第4屆立法委員              | 29.56%             | 52 / 176           | 參考區域           | 18 / 49            | 31.11%   | 70 / 225  |             |
| 2001年·第5屆立法委員              | 33.38%             | 69 / 176           | 參考區域           | 18 / 49            | 38.67%   | 87 / 225  | [ e ]       |
| 2004年·第6屆立法委員              | 35.72%             | 70 / 176           | 參考區域           | 19 / 49            | 42.33%   | 89 / 225  | [ e ]       |
| 2005年·任務型國民大會代表         | 無此選區           | 無此選區           | 42.52%             | 127 / 300          | 42.33%   | 127 / 300 | [ f ]       |
| 2008年·第7屆立法委員              | 38.17%             | 13 / 79            | 36.91%             | 14 / 34            | 23.89%   | 27 / 113  | [ f ] [ g ] |
| 2012年·第8屆立法委員              | 44.45%             | 27 / 79            | 34.62%             | 13 / 34            | 35.40%   | 40 / 113  |             |
| 2016年·第9屆立法委員              | 45.08%             | 50 / 79            | 44.06%             | 18 / 34            | 60.17%   | 68 / 113  | [ h ]       |
| 2020年·第10屆立法委員             | 45.60%             | 48 / 79            | 33.98%             | 13 / 34            | 53.98%   | 61 / 113  |             |
| 2024年·第11屆立法委員             | 44.73%             | 38 / 79            | 36.16%             | 13 / 34            | 45.13%   | 51 / 113  |             |

### 地方首長選舉
| 選舉                    | 得票率 | 當選席次 | 選後執政直轄市與縣市數 | 注釋  |
| ----------------------- | ------ | -------- | ---------------------- | ----- |
| 1989年·縣市長           | 38.34% | 6 / 21   | 省制尚未虛級化         |       |
| 1993年·縣市長           | 41.03% | 6 / 23   | 省制尚未虛級化         | [ i ] |
| 1994年·省長、直轄市長   | 38.90% | 1 / 3    | 省制尚未虛級化         | [ j ] |
| 1997年·縣市長           | 43.12% | 12 / 23  | 13 / 25                | [ k ] |
| 1998年·直轄市長         | 47.30% | 1 / 2    | 13 / 25                | [ l ] |
| 2001年·縣市長           | 45.27% | 9 / 23   | 10 / 25                |       |
| 2002年·直轄市長         | 42.95% | 1 / 2    | 10 / 25                |       |
| 2005年·縣市長           | 41.95% | 6 / 23   | 7 / 25                 |       |
| 2006年·直轄市長         | 45.15% | 1 / 2    | 7 / 25                 |       |
| 2009年·縣市長           | 45.32% | 4 / 17   | 8 / 25                 | [ m ] |
| 2010年·直轄市長         | 49.87% | 2 / 5    | 6 / 22                 |       |
| 2014年·直轄市長、縣市長 | 47.55% | 13 / 22  | 13 / 22                | [ n ] |
| 2018年·直轄市長、縣市長 | 39.16% | 6 / 22   | 6 / 22                 |       |
| 2022年·直轄市長、縣市長 | 41.57% | 5 / 22   | 5 / 22                 |       |

## 相關學術研究書目
（按作者漢語姓氏拼音順序排列）
- 陳信傑，2000年，《民主進步黨的創黨過程：外省菁英分子所扮演的角色》，中國文化大學政治學研究所碩士論文。
- 范雲，1994年，《民主進步黨地方黨部的組織與動員網路的分析》，國立台灣大學社會學研究所碩士論文。
- 郭正亮，1998年，《民進黨轉型之痛》，台北：天下遠見出版股份有限公司。
- 何孟樺，2016年，《台灣民主化與沒有歷史的人》，國立清華大學社會學研究所碩士論文 。
- 黃德福，1992年，《民主進步黨與台灣地區政治民主化》，台北：時英出版社。
- Hwang, Ching-chane. 1995. Entrepreneurial Theory of Opposition Movements in One-party Dominant Quasi-democratic Countries. Ph.D. diss., University of Maryland College Park.
- 林佳龍，1988年，《國民黨與民進黨的群眾基礎：台灣選民政黨支持的比較分析(1983-1986年)》，國立台灣大學政治學研究所碩士論文。
- 林魏立，1989年，《反對勢力與「台灣意識」之研究：民國七十六年九月至七十八年二月民進黨個案分析》，國立政治大學三民主義研究所碩士論文。
- 柳金財，1998年，《大膽西進？戒急用忍？：民進黨大陸政策》，台北：時英。
- 齊光裕，1996年，《中華民國的政治發展：民國卅八年以來的變遷》，台北：揚智。
- Rigger, Shelley. 2001. From Opposition to Power: Taiwan's Democratic Progressive Party. Boulder, Colo.: L. Rienner Publishers.
- 吳俊德，2001年，《民進黨統獨論述之分析》，私立東吳大學政治學研究所碩士論文。
- 葉欣怡，2001年，《中間偏左與民進黨轉型》，國立臺灣大學社會學研究所碩士論文。

## 註腳
1. ↑  陳建仁在其副總統任內為無黨籍人士，卸任後於2021年12月30日申請加入民進黨。

## 關連項目
- 泛綠陣營
- 媒體三民自
- 台灣政治
- 台灣選舉
- 台灣歷史
- 台灣民族主義
- 台灣獨立運動
- 台灣正名運動
- 台灣本土化運動
- 民主進步黨黨旗
- 民主進步黨主席
- 民主進步黨秘書長列表
- 對民主進步黨的批評與爭議
- 塔綠班

## 外部連結
- 官方网站
- 民主進步黨的Facebook專頁
- 民進黨DPP的Instagram帳戶
- 民進黨DPP的Threads
- 民主進步黨的X（前Twitter）